# Мотуль
Мотуль (исп. Motul), полное наименование Мотуль-де-Каррильо-Пуэрто (исп. Motul de Carrillo Puerto) — небольшой город в Мексике, штат Юкатан, входит в состав одноимённого муниципалитета и является его административным центром. Численность населения, по данным переписи 2010 года, составила 23 240 человек.

## Общие сведения
Название Motul происходит от имени майянского священника Сак Мутуля, основавшего в XI веке здесь церемониальный центр. Первые упоминания о поселении в испанских источниках относятся к 1581 году, когда оно стало энкомьендой под управлением дона Франсиско де Бракамонте. В 1852 году Мотуль получает статус вилья, а 22 февраля 1872 года повышается до города. 2 октября 1933 года название изменяется на Мотуль-де-Каррильо-Пуэрто в честь губернатора Юкатана Фелипе Каррильо Пуэрто.

## Фотографии
- Монумент Фелипе Каррильо Пуэрто
- Церковь Святого Иоанна Крестителя